# San Antonio Heights
San Antonio Heights ist ein census-designated place (CDP) im San Bernardino County im US-Bundesstaat Kalifornien. Das U.S. Census Bureau hat bei der Volkszählung 2020 eine Einwohnerzahl von 3.441 auf einer Fläche von 6,8 km² ermittelt. San Antonio Heights liegt nördlich von Upland und westlich von Rancho Cucamonga an der Grenze zum Los Angeles County und zu den National Forests San Bernardino National Forest und Angeles National Forest. Nahe der Siedlung liegt auch der Claremont Hills Wilderness Park.
Von 1888 bis 1924 verband eine anfänglich mit Maultieren betriebene Straßenbahn den Ort mit den Gemeinden Upland und Ontario.

## Geografie
Die Gemeinde liegt im Südwesten des San Bernardino Countys in Kalifornien. Sie grenzt im Osten an Rancho Cucamonga, im Süden an Upland und im Westen an Claremont im Los Angeles County. Nördlich liegen in gemeindefreiem Gebiet die San Gabriel Mountains mit dem Mount San Antonio.
San Antonio Heights hat 3371 Einwohner (Stand der Volkszählung 2010). Die Stadt erstreckt sich auf einer Fläche von circa 6,8 km², wovon ungefähr 6,4 km² Landfläche sind. Die Bevölkerungsdichte beträgt somit 497 Einwohner pro Quadratkilometer. Das Stadtzentrum befindet sich auf einer Höhe von 641 Metern. San Antonio Heights gehört zur Metropolregion Inland Empire.

## Politik
San Antonio Heights ist Teil des 25. Distrikts im Senat von Kalifornien, der momentan von der Demokratin Carol Liu vertreten wird. In der California State Assembly ist der Ort dem 41. Distrikt zugeordnet und wird somit vom Demokraten Chris Holden vertreten. Auf Bundesebene gehört San Antonio Heights Kaliforniens 27. Kongresswahlbezirk an, der einen Cook Partisan Voting Index von D+11 hat und von der Demokratin Judy Chu vertreten wird.